# Kid Rock (album)
Kid Rock è il settimo album in studio del cantante country Kid Rock, pubblicato nel 2003.
Con questo disco il cantante abbandona parzialmente le sonorità heavy metal e il rap, per concentrarsi maggiormente sul rock e sul country.

## Tracce
1. "Rock 'n' Roll Pain Train" – 5:52
2. "Cadillac Pussy (featuring: Hank Williams, Jr.)" – 3:12
3. "Feel Like Makin' Love" – 5:08
4. "Black Bob" – 5:31
5. "Jackson, Mississippi" – 4:31
6. "Cold and Empty" – 4:22
7. "Intro" – 2:04
8. "Rock 'n' Roll" – 4:21
9. "Hillbilly Stomp (featuring Billy Gibbons of ZZ Top)" – 4:21
10. "I Am" – 5:03
11. "Son of Detroit" – 4:21
12. "Do It for You" – 4:26
13. "Hard Night for Sarah" – 4:12
14. "Run off to L.A. (featuring Sheryl Crow)" – 5:16
15. "Single Father" – 4:27

## Formazione
- Kid Rock - voce, chitarra acustica, chitarra elettrica (ritmica), banjo, dobro, percussioni, mellotron
- Kenny Olson - chitarra solista
- Jason Krause - chitarra elettrica (ritmica) e acustica
- Aaron Julison - basso
- Jimmy Bones - pianoforte, piano elettrico, tastiere, organo, wurlitzer, arpa, programmazione
- Stefanie Eulinberg - batteria, percussioni,
- Lauren Creamer - voce d'accompagnamento
- Karen Newman - voce d'accompagnamento
- Thornetta Davis - voce d'accompagnamento*
- Misty Love - voce d'accompagnamento
- Shirley Hayden - voce d'accompagnamento
- Hank Williams Jr. - voce nel brano Cadillac Pussy
- Johnny Evans- sassofono nel brano Cadillac Pussy
- Kenny Wayne Shepherd - chitarra solista nel brano Black Bob
- Alto Reed - sassofono nel brano Black Bob
- David McMurray - sassofono (tenore) nel brano Black Bob
- Larry Nerizo - sassofono (baritono) nel brano Black Bob
- Raye Biggs - tromba nel brano Black Bob
- Billy Gibbons - voce e chitarra solista nel brano Hillbilly Stomp
- Sheryl Crow - voce, chitarra, basso, tastiere, batteria, mellotron